# Бойд (округ, Небраска)
Шаблон:StateAbbr_ 42°54′ пн. ш. 98°46′ зх. д. / 42.9° пн. ш. 98.77° зх. д.
Округ Бойд (англ. Boyd County) — округ (графство) у штаті Небраска, США. Ідентифікатор округу 31015.

## Історія
Округ утворений 1891 року.

## Демографія
За даними перепису 
2000 року 
загальне населення округу становило 2438 осіб, усе сільське.
Серед мешканців округу чоловіків було 1177, а жінок — 1261. В окрузі було 1014 домогосподарства, 670 родин, які мешкали в 1406 будинках.
Середній розмір родини становив 2,98.
Віковий розподіл населення поданий у таблиці:
| Стать    | До 15 років | 15-21 | 22-29 | 30-39 | 40-49 | 50-65 | 65-85 | Понад 85 |
| -------- | ----------- | ----- | ----- | ----- | ----- | ----- | ----- | -------- |
| Чоловіки | 218         | 116   | 71    | 120   | 197   | 211   | 208   | 36       |
| Жінки    | 248         | 108   | 57    | 121   | 176   | 203   | 274   | 74       |

## Суміжні округи
- Чарлз-Мікс, Південна Дакота — північний схід
- Нокс — південний схід
- Голт — південь
- Рок — південний захід
- Кі-Пего — захід
- Ґреґорі, Південна Дакота — північний захід

## Виноски
1. ↑  US Decennial Census. US Census Bureau. Архів оригіналу за 26 квітня 2015. Процитовано 6 грудня 2014.
2. ↑  Historical Census Browser. University of Virginia Library. Архів оригіналу за 30 грудня 2019. Процитовано 6 грудня 2014.
3. ↑  Population of Counties by Decennial Census: 1900 to 1990. US Census Bureau. Архів оригіналу за 27 квітня 2015. Процитовано 6 грудня 2014.
4. ↑  Census 2000 PHC-T-4. Ranking Tables for Counties: 1990 and 2000 (PDF). US Census Bureau. Архів оригіналу (PDF) за 18 грудня 2014. Процитовано 6 грудня 2014.
5. ↑  State & County QuickFacts. US Census Bureau. Архів оригіналу за 7 липня 2011. Процитовано 17 вересня 2013.(англ.) Наведено за англійською вікіпедією.
6. ↑  American FactFinder. Бюро перепису населення США. Архів оригіналу за 26 лютого 2012. Процитовано 31 січня 2008. [Архівовано 2008-05-21 у Wayback Machine.]

| США | Це незавершена стаття з географії США. Ви можете допомогти проєкту, виправивши або дописавши її. |